# Линколн (Алабама)
Линколн (енгл. Lincoln) град је у америчкој савезној држави Алабама. По попису становништва из 2010. у њему је живело 6.266 становника.

## Демографија
Према попису становништва из 2010. у граду је живело 6.266 становника, што је 1.689 (36,9%) становника више него 2000. године.
| Група             | 2000.         | 2010.         |
| Белци             | 3.269 (71,4%) | 4.544 (72,5%) |
| Афроамериканци    | 1.238 (27,0%) | 1.468 (23,4%) |
| Азијати           | 3 (0,1%)      | 25 (0,4%)     |
| Хиспаноамериканци | 32 (0,7%)     | 120 (1,9%)    |
| Укупно            | 4.577         | 6.266         |